# (564160) 2016 FR59
2016 FR59, também escrito como 2016 FR59, é um objeto transnetuniano que está localizado no cinturão de Kuiper, uma região do Sistema Solar. Este corpo celeste é classificado como provável cubewano. Ele possui uma magnitude absoluta de 7,6 e tem um diâmetro estimado de 133 km.

## Descoberta
2016 FR59 foi descoberto no dia 29 de março de 2016 pelo DECam.

## Órbita
A órbita de 2016 FR59 tem uma excentricidade de 0,139 e possui um semieixo maior de 41,738 UA. O seu periélio leva o mesmo a uma distância de 35,918 UA em relação ao Sol e seu afélio a 47,559 UA.